# Бриків (Рівненський район)
Бри́ків — село, Корецької громади Рівненського району Рівненської області; населення — 466 осіб (2001 — зараз до 400). Колишній центр Бриківської сільської ради.

## Історія
Перша згадка — 1577 рік.
1649 — влада у селі оспорюється між Гетьманщиною та Річчю Посполитою, після 1667 — постійно у Речі Посполитій. 1795 — у складі Волинської губернії Московської імперії.
1880 на території села знайдено скарб — 340 римських монет, що підтверджувало факт залежности територій краю від Римської імперії.
Станом на 1885 значиться як колишнє власницьке село у Корецькій волості, 332 особи, 49 дворів, школа, постоялий будинок, вітряк.
У 1906 році село Корецької волості Новоград-Волинського повіту Волинської губернії. Відстань від повітового міста 38 верст, від волості 35. Дворів 109, мешканців 677.
З 1917 — у складі УНР.
У 1921—1939 у складі ґміни Кожец Рівненського повіту Волинського воєводства ІІ Речі Посполитої, зазнає кількох колонізаційних хвиль з боку поляків. Засновується хутір Бриківське.
З 1941 — у складі Райхскомісаріату Україна. 1944 вдруге окупована московськими комуністичними військами, але фактичної влади Москви у селі не було до кінця 1940-х років. В околицях села Биків діяли боєздатні загони УПА. Зокрема, за систематичний терор проти сільського населення восени 1945 страчений уповноваженний відділу МГБ СССР у селі Бриків Малишев, його заступник Скубик, ліквідовані активні колаборанти московського режиму у селі: Черняк, Павлюк, Сухий, Ющук. Військову операцію провів голова районного провідника ОУН-УПА «Діброва» (Опанас Данилович Загиней), боївка «Усатого» (Федір Лук'яняук), боївка «Хорошого» (Табачук Йосип Данилович).
Активні дії національного опору призупинили створення колективних господарств рабського типу («калхози»), перешкодили комуністами організувати масові убивства голодом (Голодомор 1946—1947), стабілізувати харчову безпеку краю та села Бриків.
Протягом всієї окупації Брикова з 1944 до 1991 рік населення виявяло нелояльність до незаконної московської влади. А 1 грудня 1991 масово проголосували за відновлення державної незалежності України.

## Населення

### Мова
Розподіл населення за рідною мовою за даними перепису 2001 року:
| Мова       | Кількість | Відсоток |
| ---------- | --------- | -------- |
| українська | 463       | 99.36%   |
| білоруська | 2         | 0.43%    |
| румунська  | 1         | 0.21%    |
| Усього     | 466       | 100%     |

## Сучасний стан
На території села є загальноосвітня школа І-ІІ ступенів, публічно-шкільна бібліотека, клуб, фельдшерсько-акушерський пункт.
Діє парафія Московської патріархії святої Параскеви П'ятниці.